# Ace Steel
Chris Guy (25 de janeiro de 1973) é um lutador de wrestling profissional mais conhecido pelo ring name Ace Steel. Ele é conhecido pelo seu tempo lutando no RoH (Ring of Honor) e suas aparições casuais na WWE (World Wrestling Entertainment).

## Carreira
Chris Guy se tornou interessado por wrestling profissional após assistir American Wrestling Association shows no International Amphitheatre quando criança. Ele estreou em outubro de 1991 após treinar com Windy City Pro Wrestling, e começou usando o ring name "Ace Steel".

### Circuito independente
Steel formava uma tag team com Danny Dominion conhecido como "Hollywood Hardbodies". Com Dominion, Steel operou o Steel Domain, uma escola de wrestling e também uma pequena promoção de circuito independente, em Chicago entre 1997 e 2001. Steel também lutou pelo St. Paul Championship Wrestling e o Mississippi Valley Wrestling Alliance.
Steel trabalhou para IWA Mid-South. em 8 de fevereiro de 2002 em Indianapolis, Indiana ele derrotou Kurt Krueger pelo IWA Mid-South Light Heavyweight Championship. Steel carregou o cinturão até 8 de março, quando perdeu para Vic Capri. Steel iria ainda retomar posse do título, em 3 de maio, derrotando Capri em uma luta chamada de Iron Man match.

### Total Nonstop Action Wrestling
Steel assinou com a Total Nonstop Action Wrestling assim que a TNA abriu em maio de 2002. Ele lutou ao lado de seu ex-aluno, CM Punk, com o nome de "Hatebreed". Seu contrato expirou em outubro de 2003.

### Ring of Honor
Em 2003 Steel se juntou ao Ring of Honor(RoH) e novamente foi lutar ao lado de Punk. Em 22 de março, Punk e Steel enfrentaram o inimigo de Punk Raven e outro ex-aluno de steel, Colt Cabana, em uma tag match. Cabana aparentemente se machucou, forçando Raven a lutar a maior parte da luta como "single-handedly match" um 2-contra-1. Raven pôde derrotar Steel com um DDT, mas, após a luta, Cabana resolveu se aliar à Punk e Steel formando a "Second City Saints".
O Second City Saints começou um feud com "The Prophecy", formado por B.J. Whitmer e Dan Maff. A rivalidade os levou a uma briga de rua de Chicago. A luta foi extremamente perigosa.

### World League Wrestling
Steel se juntou à Harley Race na promoção World League Wrestling em 2003. E em novembro e dezembro de 2006 Steel representou WLW em um tour com Pro Wrestling Noah no Japão. Steel gostou de trabalhar no Japão e começou a fazer aparições regulares. O Gold Exchange (Matt Murphy and Superstar Steve) eram os atuais WLW Tag Team Champions, e, quando Superstar Steve se machucou, Steel tomou seu lugar como parceiro de Murphy e o ajudou a defender os cinturões, isto até Steve retornar e reclamar sua metade do Tag Team Championship. Depois Murphy deixou a promoção, e Steel tornou parceiro de Steve, e em 7 de maio de 2005 em Ozark, Missouri Steel e Steve derrotaram "Wild" Wade Chism e Dakota pelos cinturões.

### World Wrestling Entertainment
Steel apareceu no WWE no dia 27 de setembro de 2004 em um episódio de Raw e teve seu cabelo cortado por Eugene, que deveria confrontar Eric Bischoff em uma hair versus hair match (luta onde o perdedor deve ter o cabelo cortado) no Taboo Tuesday pay-per-view. Steel usou o nome "Scott Colton" (O verdadeiro nome de Colt Cabana) sendo uma piada interna. Após Eugene cortar seu cabelo, Bischoff emboscou Eugene e Steel, e os Nocauteou. Cabana retornou o favor e no dia 10 de abril de 2006 em um episódio de Raw ele lutou sob o nome de Chris Guy, nome real de Steel.
Steel apareceu também no WWE Velocity em 1º de abril de 2006 em uma luta contra Orlando Jordan, e em várias dark match no mês de julho de 2000.
Steel lutou no dia 5 de outubro de de 2007 em uma edição de SmackDown!, rapidamente perdendo para Chuck Palumbo.
Ele foi liberado de seu contrato com a WWE em 4 de fevereiro de 2008, com cinco outros talentos

### Return to Ring of Honor
Ace Steel retornou ao Ring of Honor no dia 5 de dezembro de 2008. Ele fez parceria com Necro Butcher para derrotar o time de Jimmy Jacobs e Delirious. Sua próxima luta foi uma '10 man cage match' no evento do ROH's chamado Caged Collision em 31 de janeiro de 2009. Ele apareceu também no Take No Prisoners, perdendo para Colt Cabana.

## In wrestling
- Finishing moves

  - Spinal Shock / Twist of Cain (Gory neckbreaker)
  - Steel Spike (Diving DDT)
  - Steel Kick (Backflip kick)
  - Steel Spike #2 (Arm over head for a suplex dropped into a Lifting DDT)
- Signature moves
  - Cross armbar
  - Death Valley driver
  - Diving headbutt
  - Gory special
  - Hangman's neckbreaker, sometimes followed into a DDT
  - Modified dragon sleeper
  - Missile dropkick
  - Reverse DDT
  - Running corner dropkick
  - Snap suplex
  - Springboard leg drop
  - Suicide dive
  - Swinging reverse STO
- Managers
  - Traci Brooks
  - Lucy Furr
  - Mortimer Plumtree[3]
  - Dave Prazak[3]
- Lutadores que treinou
  - Brad Bradley
  - CM Punk[4]
  - Colt Cabana
  - Lita
  - "Scrap Iron" Adam Pearce
  - Riki Noga
  - Eric Priest

## Títulos e outras conquistas
- Independent Wrestling Association Mid-South
  - IWA Mid-South Light Heavyweight Championship (2 times)[5]
  - Sweet Science Sixteen (2001)
- Interstate Promotions
  - Interstate 8 tournament (2003)[6]
- Steel Domain Wrestling
  - SDW Television Championship (1 vez)[6]
- St. Paul Championship Wrestling
  - SPCW Heavyweight Championship (1 vez)[6]
  - SPCW Northern States Light Heavyweight Championship (1 vez)[6]
- Mississippi Valley Wrestling Alliance
  - MVWA Missouri State Heavyweight Championship (1 vez)[6]
- World League Wrestling
  - WLW Tag Team Championship (2 vezes)[6] – com Matt Murphy (1) e Superstar Steve (1)
- Other titles
  - AWA Tag Team Championship (2 vezes)[6] – com Danny Dominion
  - NWA Tag Team Championship (1 vezes)[6] – com Danny Dominion